# Lydie Denier
Lydie Denier (Saint-Nazaire, 15 aprile 1964) è una modella e attrice francese.

## Biografia
Nata a Saint-Nazaire, nella Francia metropolitana, la Denier crebbe nella Martinica, andando a scuola al liceo Shoelcher di Fort-de-France. All'età di 14 anni iniziò l'attività di modella, apparendo in diversi giornali, tra cui Vogue ed ELLE. All'età di 16 anni iniziò a viaggiare per il mondo, trascorrendo molto tempo in Africa, nei Caraibi, e  in Germania.
Nel 1984 vince il concorso di Ragazza in Gambissime internazionale svoltosi a San Benedetto del Tronto, che le permise di partecipare al concorso di Miss Italia 1984.
Da quel momento ha cominciato la carriera di attrice ed è apparsa in numerosi ruoli in serie tv e film, tra cui, nel 1996, la serie televisiva Acapulco H.E.A.T. e, nel 1991, in Tarzan.

## Filmografia
- Il calore sotto la pelle (1985)
- Grunt! The Wrestling Movie (1985)
- Starman (1 episodio, 1986)
- The Ellen Burstyn Show (1 episodio, 1986)
- J.J. Stryker (1986)
- Killer Instinct (1987)
- A prova di proiettile (1988)
- Blood Relations (1988)
- Paramedici (1988)
- It's Garry Shandling's Show (1 episodio, 1988)
- General Hospital (11 episodi, 1989)
- Satan's princess (1989)